# When You're Gone (The Cranberries)
 When You're Gone è il terzo singolo estratto dall'album To the Faithful Departed dei Cranberries, pubblicato il 12 novembre 1996 con la Island Records.

## Descrizione
La canzone è stata scritta da Dolores O'Riordan e prodotta da Bruce Fairbairn e dai Cranberries. Il singolo contiene quattro tracce registrate dal vivo. I brani Free to Decide e Sunday sono stati registrati durante il concerto tenuto il 18 agosto 1996 a Pine Knob, in Michigan. Mentre i brani Zombie e Dreaming My Dreams sono stati estrapolati dal concerto tenuto dalla band il 31 gennaio 1995 a Madrid.
Nel 2017 la canzone è stata pubblicata in versione acustica e ridotta nell'album Something Else della band.

## Video musicale
Il video musicale è stato diretto da Karen Bellone. È prevalentemente in bianco e nero e presenta la "stanza gialla" della copertina dell'album che brucia su uno specchio d'acqua.

## Tracce
CD maxi single (Australia / Europa)
Testi e musiche di Dolores O'Riordan.
1. When You're Gone – 4:33
2. Free to Decide (live) – 3:13
3. Sunday (live) – 3:22
4. Dreaming My Dreams (versione acustica dal vivo) – 4:22
5. Zombie (versione acustica dal vivo) – 4:30

CD single - edizione da 2 tracce (Europa)
1. When You're Gone (edit) – 4:33
2. I'm Still Remembering (versione acustica – live in Cadena 40 Principales, Madrid, Spagna, 31 gennaio 1995) – 4:32

## Classifiche
| Classifica (1996-97) | Massima posizione |
| -------------------- | ----------------- |
| Australia            | 40                |
| Belgio (Fiandre)     | 6                 |
| Francia              | 26                |
| Germania             | 94                |
| Irlanda              | 21                |
| Norvegia             | 4                 |
| Nuova Zelanda        | 23                |
| Stati Uniti          | 8                 |
| Svezia               | 31                |

## Altro
La canzone è stata suonata alla fine del funerale della cantante Dolores O'Riordan il 23 gennaio 2018. È stata anche trasmessa dalla maggior parte delle stazioni radio irlandesi alla stessa ora durante il funerale.